# Danival
Danival de Oliveira (ur. 5 listopada 1952 w Vespasiano) – piłkarz brazylijski, występujący podczas kariery na pozycji defensywnego pomocnika.

## Kariera klubowa
Danival karierę piłkarską rozpoczął w Clube Atlético Mineiro w 1970 roku. W 1972 występował w klubie Nacional Manaus. Nacional grał wówczas w I lidze. W lidze zadebiutował 10 września 1972 w przegranym 0-1 spotkaniu z EC Bahia. Pierwszą bramkę zdobył 29 listopada 1972 w wygranym 2-1 meczu z Cruzeiro EC. Z Nacionalem zajął 21. miejsce w lidze(na 26 klubów). W 1973 roku przeszedł do Clube Atlético Mineiro. W nowych barwach zadebiutował 5 września 1973 w wygranym 2-1 meczu z Comercial Campo Grande. Z Atlético Mineiro dwukrotnie zdobył mistrzostwo stanu Minas Gerais – Campeonato Mineiro w 1976 i 1978 oraz wicemistrzostwo Brazylii 1977. Ostatni raz w barwach Atlético Mineiro wystąpił 24 czerwca 1978 w wygranym 2-0 wyjazdowym meczu z Vitórią Salvador. Ogółem w barwach klubu z Belo Horizonte wystąpił w 78 meczach ligowych, w których strzelił 12 bramek.
W 1979 roku przeszedł do Villa Nova AC, w którym grał do 1980 roku. W Villa Nova zadebiutował 23 września 1979 w przegranym 0-1 meczu z Cruzeiro EC. Przez dwa lata wystąpił w barwach Villa Nova w 25 meczach i strzelił 2 bramki. Kolejnym jego klubem była Portuguesa São Paulo, w której grał w 1981 roku. W Portuguesie 19 lutego 1981 w wygranym 1-0 meczu z Desportiva Cariacica Danival po raz ostatni wystąpił w I lidze brazylijskiej. Ogółem w latach 1972–1981 wystąpił w niej w 123 meczach, w których strzelił 15 bramek.
W kolejnych latach grał jeszcze w Sporcie Recife, z którym zdobył mistrzostwo stanu Pernambuco – Campeonato Pernambucano w 1982 roku, Santa Cruz Recife (kolejne mistrzostwo Pernambuco), Atlético Goianiense oraz Catuense Catu, w którym zakończył karierę w 1984 roku.

## Kariera reprezentacyjna
Danival ma za sobą powołania do reprezentacji Brazylii. W 1975 roku wystąpił w Copa América 1975. Na turnieju wystąpił w czterech meczach Brazylii z: reprezentacją Wenezueli (debiut i pierwsza bramka w reprezentacji 30 lipca 1975), Argentyną, Wenezuelą (bramka) i Argentyną (bramka). Ogółem w reprezentacji rozegrał 4 mecze i strzelił 3 bramki.